# Sangen om dig
"Sangen om dig" ("A canção sobre ti") foi a canção dinamarquesa no Festival Eurovisão da Canção 1964 que teve lugar em Copenhaga, Dinamarca, no dia 21 de março de 1964.
A referida canção foi intrpretada em dinamarquês por Bjørn Tidmand. Na noite do evento, foi a quarta canção a ser cantada, a seguir à canção norueguesa "Spiral (canção)" e antes da canção finlandesa "Laiskotellen", cantada por Lasse Mårtenson. Terminou a competição em nono lugar, tendo recebido um total de 4 pontos. No ano seguinte, em 1965, a Dinamarca foi representada por Birgit Brüel que interpretou o tema For din skyld.

## Autores
- Letrista: Mogens Dam
- Compositor: Aksel V. Rasmussen
- Orquestrador: Kai Mortensen

## Letra
A canção é uma balada de amor, com Tidmans cantando que a canção sobre a sua amante nunca acaba porque nela "nunca se diz tudo sobre ela"